# 春佑
宗室春佑（1801年6月15日—1876年10月28日，嘉慶六年五月初五日亥時—光緒二年九月十二日巳時），正紅旗滿洲人，遠支宗室正紅旗第一族溥字輩，順承郡王倫柱五子，春山之弟，清朝官員、將領。封爵三等鎮國將軍，官至理藩院尚書、八旗都統、總管内務府大臣，卒諡誠恪。

## 生平
嘉慶十七年（1812年），嘉慶帝賞給花翎、綢緞。
二十二年（1817年）十二月，賞給二品頂戴。
道光元年（1821年）十二月，由應封宗室考封三等鎮國將軍，賞給侍衛處三等侍衛。
二年（1822年）十一月，挑補乾清門侍衛。
十一年（1831年），充委署侍衛班領。
十六年（1836年），升二等侍衛，兼宗室佐領。
十七年（1837年）授宗室佐領。
十八年（1838年）二月十四日，授內閣學士兼禮部侍郎銜。四月，道光帝御閱武樓校閱火器營操演，命春佑充步箭領班大臣。十一月二十七日，兼授正白旗漢軍副都統。
十九年（1839年）二月，兼授武備院卿，兼侍衛班領，派充稽察中書科事內閣學士。三月，授鑾儀衛鑾儀使。七月，解任鑾儀使。
二十年（1840年）六月十九日，奏參中書科傳補供事有人情請託弊端，道光帝命隆文查核，隆文覆奏為春佑奏參不實，七月十七日，遭吏部議處降二級調用，道光帝諭革去內閣學士、降二級留任、罰俸，不准抵銷。十二月，派充管理值年旗。
二十一年（1841年），署理鑾儀衛事務。
二十二年（1842年）五月，署理正白旗護軍統領。六月，復授內閣學士兼禮部侍郎銜。
二十三年（1843年）四月初五日，遷盛京禮部侍郎，協同盛京將軍為管理移居宗室事務大臣兼管官參局事務。
二十四年（1844年），署理盛京工部侍郎，暫管盛京牛馬稅務監督事務。
二十七年（1847年），發生朝鮮越過鴨綠江邊界案，道光帝派戶部左侍郎柏葰與盛京將軍奕湘巡視勘查沿邊山場、奏定善後章程，盛京禮部咨行知會朝鮮國王遵行，於盛京派出統巡官搜查時朝鮮配合派出官員會哨，春佑與奕湘據咨奏聞。
二十八年（1848年）七月，充盛京牛馬稅務監督。八月，偕同盛京將軍奕興彈劾署正白旗佐領主事和成額冒昧矇混、驍騎校廷弼有心規避、佐領岫雲、松蔚怠玩公事，奏請分別革職議處獲准。
二十九年（1848年）九月，偕同奕興等會奏，被發遣盛京的宗室豐寅秘密外出遊蕩，怙惡不悛，請改發吉林嚴加管束，獲准。十二月，春佑奏劾陪祀人員奉恩將軍哈格、景年貽誤行禮，上諭交宗人府分別議處。同月，丁母憂去職回京。
三十年（1850年）四月二十三日，服闕，授兵部右侍郎。五月二十五日，兼授鑲藍旗漢軍副都統。七月二十六日，兼授鑲紅旗護軍統領。八月，道光帝行圍，派充隨扈大臣。十月，署理鑲白旗護軍統領。十一月，署理正藍旗護軍統領。
咸豐元年（1851年）二月，充任馬館監督。三月，署火器營總統大臣。八月，因帶班錯誤，交兵部察議。
二年（1852年）二月，派充前引大臣。九月，充武會試較射大臣。
三年（1853年）九月，復充武會試較射大臣。十二月，因捐輸軍餉，交宗人府、吏部從優議敘。
四年（1854年）正月，因帶領官員引見遲誤，遭交部議處。二月，派充祭祀歷代帝王廟分獻大臣。三月，咸豐帝赴先農壇耕耤，命春佑等大臣九推。七月，派充對引大臣。
五年（1855年）三月，咸豐帝耕耤，命春佑等大臣九推。六月，署吏部左侍郎沈兆霖奏請暫時分安徽增設皖南巡撫，專管池州、太平、徽州、寧國、廣德四府一州以飭吏治而固民心，咸豐帝交軍機大臣、大學士會同吏部、兵部會議具奏，春佑與恭親王奕訢奏陳：「安徽一省，介居大江南北，自粵賊占踞江面，巡撫督兵廬州，與江以南之徽、寧、池、太、廣四府一州，文報多阻，賴浙江派兵撥餉，得資守禦。今該侍郎以浙江兼顧難周，請暫設皖南巡撫，誠為救時之策。惟立法貴乎因時，而於事必求有濟；以保守地方而論，則在官員之能否，而不在階秩之崇卑；以攻剿賊匪而論，則不在文職之增多，而在武弁之得力。若添設巡撫，則建置有需時日，經費亦恐難供；且疆域既分，難保不互相推諉。擬將安徽原有之寧池太廣兵備道一缺暫改為皖南道，專轄徽、寧、池、太、廣五屬，倣臺灣道例加按察銜以資督率，再添設皖南鎮總兵一員，統轄徽州、寧國、池州、蕪采、廣德五營以資鎮守。凡地方事關軍務緊要者，准該道自行具奏，所有調兵、籌餉悉歸專制；有貽誤不遵者，許其參劾。至調補官員、徵解錢糧、審斷刑名，亦責成專辦，仍隨時詳報督撫以符成例。至皖南五屬營伍事宜及地方軍務，亦請暫照臺灣鎮之例，准該鎮會同該道專摺具奏。俟軍務告竣，皖南道一員仍應改復舊制，皖南鎮一員即請作為額缺」，上諭以會議結果施行。十月，派充武鄉試較射大臣。
六年（1856年）四月，署理步軍營左翼總兵。
七年（1857年）正月十六日，復授鑾儀衛鑾儀使。同月以孝靜成皇后奉安慕東陵禮成，賞加一級。八月，署理步軍營左翼總兵。
八年（1858年）二月，御花園、順貞門內火災，春佑與值班王公大臣進入撲救，火勢熄滅；十八日，軍機處查明救火出力的王公大臣、文武官員；二十一日，春佑獲得獎勵加一級。四月，派充稽查火藥局八旗漢軍事務大臣。五月，署理步軍營左翼總兵。六月二十二日，由鑲藍旗漢軍副都統調任正黃旗滿洲副都統。同月兼充鑲藍旗宗室總族長。七月初十日，署理管理光祿寺事務大臣。八月，奉派安排挑選章京帶領護軍護送嘉慶帝畫像、《大清宣宗成皇帝實錄》、《大清宣宗成皇帝聖訓》、《玉牒》、冊寶前往盛京供奉收藏，禮成後獲得交部議敘。十月，署理左翼前鋒統領。十一月，奉派核銷圓明園工程款。
十二月，署河南巡撫瑛棨奏請在河南增設總兵並變更營制，咸豐帝交軍機大臣與兵部會議。春佑與彭蘊章合奏：「豫省素稱腹地，雖疆域延袤，止設南、北二鎮，通省馬、守兵僅一萬三千餘名，北鎮駐紮懷慶，扼陝、洛、彰、衛之衝，西北重山無際，東臨滑、濬，良莠不齊；南鎮駐紮南陽，切近襄樊，為捻匪出沒之區，設立二鎮尚足資彈壓。而省城東南一帶，平原曠野，既少山河要隘，亦無重鎮控制，以致江皖捻匪搶掠盤踞，兵集則暫時遠颺，兵離則猱突如故。歸德一府，去開封三百餘里，為省垣東面屏蔽，東臨安徽蒙、亳，北臨山東曹單，東北界江南徐碭，該府自粵、捻迭擾，情形尤為吃重，向止設參將一員，共轄兵六百餘名，分駐各縣，實形單薄。至省南汝寧府屬之信陽，與楚北應山、隨州接壤，地闊山稠；光州在省東南八百里，斜入楚境，二州均為捻匪窺伺之所，向止各設都司一員，轄兵三百餘名，實不足以資守禦。該撫酌度情形添鎮移營，係為因時制宜起見，且聲明新增各官廉俸及一切建造營署、採買馬匹、製造軍械，均於本省釐捐動用；新募之兵，其餉亦於各項役食酌提，並不支銷庫款正項，將來釐捐截停，只有官俸一項由司支放，為費尚不甚多。而豫省添一重鎮，北可為曹州、大名輔車，東可與安徽大軍犄角，似屬可行，擬請如所奏，准其添設歸德鎮總兵一員，駐紮府城，立左右兩營，添設游擊、都司各一員、中軍守備二員、千總四員、把總六員、經制外委額外外委八員，將原設歸德營參將及所管官弁兵移撥商邱、永城適中之會亭驛地方，與附近撫標之考城營、南鎮之陳州營均改歸新鎮管轄。信陽營准其添設副將一員、立左右兩營，再添設都司一員，作為中軍，與原設守備分管左右兩營兵馬錢糧；添設千總一員、經制外委一員、額外外委二員，與原設千、把、外委分隸左右兩營差操。光州營准其改設游擊一員，原設都司移撥信陽作為副將中軍。其改設副將、游擊仍歸南鎮統轄，並割北鎮之開封營改隸撫標。至歸德鎮添募馬兵二百八十名、守兵一千一百二十名，信陽營移撥兵一百四十八名，亦應准其照數添撥，以資控扼。」獲咸豐帝允准。隨後受派勘估萬年吉地、派充值年旗大臣。
九年（1859年）正月，派充崇文門右翼監督，並管理圓明園西南門。九月，咸豐帝檢閱八旗槍操，因平日訓練認真，交部議敘。十月二十六日，調任吏部左侍郎，充紫禁城值年大臣。十二月初七日，擢升理藩院尚書，賞給御筆「福壽」字。
十年（1860年）正月，充任御前侍衛。二月二十四日，授熱河都統。因咸豐帝三十歲萬壽節，因春佑之母馬佳氏年逾八十歲，賞給福壽字匾額、如意、文綺等物件。九月，率屬員捐贈皮衣給駐防兵丁，交部議敘。十二月，奏請留用遍山線銀礦辦礦司官理藩院郎中清瑞、刑部候補主事桂迓衡等人員並予以鼓勵，獲准。
十一年（1861年）二月，奏稱朝陽縣賊匪首領劉豬聚眾劫囚、焚燒衙署、搶掠稅銀，熱河派兵合力剿捕，請截留僧格林沁徵調之哲里木盟蒙古官兵，就近協剿，一面咨報盛京等處發兵堵緝，並札令昭烏達盟、卓索圖盟二處盟長合作圍捕，均獲准。九月，奏准獎勵辦理團練捕獲盜犯多名的回民教長馬世恆。十月，隨扈咸豐帝梓宮自熱河返回京師，並安排修築沿途的蘆殿、道路、橋梁；因路途寬闊平整，兩宮太后諭在隨扈人員應得加級以外再賞加一級。
十一月，兩宮太后諭停止避暑山莊修建工程，令春佑嚴查熱河總管毓泰如何核銷原估工程費用、承辦司員已領費用、已修及未修工程項目。不久後，春佑奏報：避暑山莊修理工程原估302,700餘兩銀，但僅有文津閣一處工程有派員帶領算房勘估費用，其他各處工程都未派員監修、核算，只憑承包商人開單呈覽，此時原估工程多數尚未修建，卻已支領二十六萬四千餘兩，應向各承辦人查明追繳。兩宮即派總管內務府大臣綿森前往熱河，會同春佑、毓泰清查計算核銷。不久後，春佑等奏稱：熱河庭園工程共支給過商人劉永福277,750銀，估算應核銷210,110兩銀，計溢領54,640兩，除劉永福商夥繳退8,550兩，毓泰承認有12,755兩尚未付給劉永福、情願繳回以外，仍溢領33,300餘兩，請將毓泰革職，與前任熱河副總管鍾英、商夥傅炳南一併解送刑部審明追繳，都獲允准。
同治元年（1862年）五月，奏准保舉獎勵剿捕盜匪出力的建昌縣知縣善保、外委李景春、社首滕勝林等人。七月，丁憂回京。十月，授鑲黃旗漢軍都統。十一月，派充本旗管理新舊營房大臣。
二年（1863年）三月，署理正紅旗漢軍都統。六月，署理正黃旗蒙古都統。八月，署理鑲藍旗漢軍都統。十月，賜紫禁城騎馬。十二月，派充管宴大臣。
三年（1864年）二月，署理鑲紅旗滿洲都統。七月，署管理尚虞備用處事務大臣，兼署善撲營總統大臣。十月，派充武鄉試監射大臣，署理正白旗領侍衛內大臣。十一月，派充稽查火藥局八旗漢軍事務大臣。
四年（1865年）三月，免除乾清門值班，同月署理正白旗漢軍都統。五月，署理鑲藍旗蒙古都統。六月，署正藍旗滿洲都統，兼管理尚虞備用處事務大臣。七月二十六日，兼授內大臣，仍兼御前侍衛。十月，署理鑲藍旗漢軍都統，監馬步射大考翎緞。十二月，再次署理鑲藍旗漢軍都統。
五年（1866年）四月，兼充火器營總統大臣。九月，署理鑲紅旗滿洲都統。
六年（1867年）正月，署理內大臣。七月，派充崇文門監督。十一月，署理正白旗蒙古都統。十二月，兼管理左翼世職官學。
七年（1868年）二月，派充稽查火藥局八旗漢軍事務大臣。五月，派充武會試監射大臣。六月初五日，兼授總管內務府大臣，兼充管理雍和宮事務大臣。
八年（1869年）六月，武英殿失火，春佑撲救出力，議敘賞加一級。八月，署理正黃旗領侍衛內大臣。
十年（1871年）三月，派充管理值年火藥局大臣。五月二十六日，派充總理行營大臣。
十一年（1872年）二月，派充管理養心殿造辦處事務大臣。七月，同治帝大婚，派充納采副使、管理御茶膳房事務大臣。當時總管內務府大臣桂清參劾銀庫司員英綬在咨行戶部領款稿件沒經過堂官審訂，自行加入「欠撥銀兩」字詞即呈交崇綸標畫先行，膽大妄為、自行專擅，請予以議處；同治帝命崇綸、春佑明白覆奏；隨後因春佑未細心查察便跟隨崇綸畫押，也屬疏忽，交部察議，罰俸一年。
十二年（1873年）三月，因隨扈車輛不齊，負責管理的春佑等人未能事先嚴飭辦妥，遭下部議處。不久後受派辦理普祥峪的孝貞顯皇后定東陵大工。六月，署理鑲白旗滿洲都統。同月，免去隨扈大臣。
十三年（1874年）三月，署理鑲白旗蒙古都統，兼充神機營專操大臣。六月十一日，總管内務府大臣開缺。七月，因候選知府李光昭向內務府呈請報效木材後與洋商爭訟，糾葛複雜，經直隸總督李鴻章奏請革職審辦，御史陳彝參劾總管內務府大臣對李光昭的欺罔事蹟未詳加查核駁議，匆促奏報報效實屬欺矇，上諭將總管內務府大臣春佑等人交部議處，隨後遭部議照溺職例革職，同治帝諭加恩改為降級留任。九月，派充武會試監射大臣。
光緒元年（1875年），署理正黃旗漢軍都統。
二年（1876年）六月，因病陳請開缺，獲得賞假兩個月調理。九月十二日，卒，年七十六歲。上諭評價春佑「老成謹慎」，賞給陀羅經被，派鎮國公奕謨帶領侍衛十員祭奠，照都統例賜卹，由廣儲司發給賞銀500兩辦理喪事，等其孫員外郎銓福、主事長福成年時由宗人府帶領引見任用。賜祭葬，諡誠恪。

## 家庭及關聯
- 十世祖父：清太祖（1559年—1629年）。
- 十世祖母：清太祖元妃佟佳氏（1560年—1592年）。
- 九世祖父：禮烈親王代善（1583年—1648年），清太祖皇次子，功封禮親王，諡烈。
- 九世祖母：葉赫那拉氏，葉赫西城貝勒布寨之女，代善繼福晉。
- 八世祖父：穎毅親王薩哈璘（1604年—1636年），功封貝勒，管理禮部，追封穎親王，諡毅。
- 八世祖母：烏拉那拉氏，烏拉貝勒布占泰之女，薩哈璘嫡福晉。
- 七世祖父：順承恭惠郡王勒克德渾（1629年—1652年），薩哈璘次子，功封順承郡王，管理刑部，諡恭惠。
- 七世祖母：噶爾扎氏，公爵祜里泰之女，勒克德渾側福晉。
- 六世祖父：順承忠郡王諾羅布（1650年—1717年），勒克德渾三子，襲封順承郡王，官至杭州將軍，諡忠。
- 六世祖母：石氏，石達之女，諾羅布側福晉。
- 五世祖父：郡王品級錫保（1688年—1742年），諾羅布四子，封順承親王，官至正黃旗蒙古都統、左宗人、靖邊大將軍，因事革爵。
- 五世祖母：舒舒覺羅氏，三等侯偏圖之女，錫保嫡福晉。
- 高祖父：順承恪郡王熙良（1705年—1744年），錫保長子，襲封順承郡王，官散秩大臣覺羅學總管，諡恪。
- 高祖母：納喇氏，侍讀學士色爾登之女，熙良嫡福晉。
- 曾祖父：順承恭郡王泰斐英阿（1728年—1756年），熙良長子，襲封順承郡王，官至正黃旗漢軍都統、左宗正，諡恭。
- 曾祖母：沙濟富察氏，一等公散秩大臣傅文之女，泰斐英阿嫡福晉。
- 祖父：順承慎郡王恒昌（1753年—1778年），泰斐英阿四子，襲封順承郡王，諡慎。
- 祖母：馬佳氏，護軍校馬三泰之女，恒昌庶福晉。

### 父母
- 父：順承簡郡王倫柱（1772年—1823年），襲封順承郡王，官宗室總族長、十五善射，諡簡。
- 嫡母：張佳氏，郎中玉岱之女，倫柱嫡福晉。
- 生母：馬佳氏，同知穆騰額之女，倫柱側福晉。

### 兄弟
春佑排行第五，有四兄、十四弟。
- 春朗（1790年—1801年），嫡張佳氏所生，早卒，無嗣。
- 春凱（1798年—1799年），側曹佳氏所生，早卒，無嗣。
- 春傑（1799年—1805年），嫡張佳氏所生，早卒，無嗣。
- 春山（1800年—1854年），庶母李佳氏所生，襲封順承郡王，官至都統、內大臣、右宗正，諡勤。娶鈕祜祿氏，三等輕車都尉豐紳宜綿之女，四川總督和琳孫女。
- 春裕（1801年—1805年），嫡張佳氏所生，早卒，無嗣。
- 春慶（1807年—1808年），側馬佳氏所生，早卒，無嗣。
- 春壽（1807年—1808年），側李佳氏所生，早卒，無嗣。
- 春祿（1807年—1868年），庶劉佳氏所生，封三等奉國將軍。娶瓜爾佳氏，二等子慶亮之女；繼娶尚佳氏，山東兗州鎮總兵尚政華之女。
- 春英（1808年—1863年），側馬佳氏所生，封三等鎮國將軍，官至涼州副都統。娶嘎拉嘎斯氏，阿拉善厄魯特旗公銜一等台吉和碩額駙雲敦策登之女；繼娶鈕祜祿氏，贈少卿明善之女，一等承恩公公寶孫女；三娶博爾濟吉特氏，科爾沁左翼中旗郡王銜貝勒鄂勒哲依圖之女。
- 春定（1810年—1867年），側馬佳氏所生，封三等鎮國將軍，官三等侍衛、侍衛班領、佐領。娶博爾濟吉特氏，土謝圖汗部中右旗郡王額駙蘊端多爾濟之女；繼娶他塔喇氏，保慶之女。
- 春靜（1810年—1845年），側李佳氏所生，封三等鎮國將軍，官四等侍衛，無嗣。娶佟佳氏，禮部尚書都統色克精額之女。
- 春安（1811年—1862年），庶曹氏所生，封三等奉國將軍，官三等侍衛。娶完顏氏，慶恩之女；繼娶瓜爾佳氏，塔爾泰之女。
- 春祺（1813年—1816年），庶曹氏所生，早卒，無嗣。
- 春福（1813年—1818年），側李佳氏所生，早卒，無嗣。
- 春貴（1816年—1829年），側李佳氏所生，早卒，無嗣。
- 春益（1817年—1870年），側馬佳氏所生，封三等鎮國將軍。娶黃佳氏，他訥之女；繼娶黃佳氏，富金布之女。
- 春岱（1818年—1883年），庶曹氏所生，封奉恩將軍，官至岫巖城守尉。娶宋佳氏，郎中嵩慶之女；繼娶宋佳氏，嵩慶之女；三娶文佳氏，文寬之女。
- 春瑞（1821年—1861年），庶楊氏所生，封三等奉國將軍，官三等侍衛。娶瓜爾佳氏，多瑞之女。

另有至少十六姊妹。
- 姊妹之一，倫柱第二女，嫡張佳氏所生，封縣主，嘉慶十七年適科爾沁部一等台吉齊默特多布端（齊莫特多普丹）。[19][20]
- 姊妹之一，倫柱第八女，側李佳氏所生，封縣君，道光四年適喀喇沁部二等塔布囊固山額駙汪欽昆扎普（旺沁棍扎布）。[21][22]
- 姊妹之一，倫柱第九女，側李佳氏所生，道光四年適喀喇沁左翼旗二等塔布囊德勒克燦保（德里克桑布）。[22]
- 姊妹之一，倫柱第十女，側李佳氏所生，道光七年適喀喇沁或土默特左翼旗四等塔布囊克蒙額。[23]
- 姊妹之一，倫柱第十一女，側李佳氏所生，封縣君，道光四年適阿拉善親王囊都布蘇隆。[24]
- 姊妹之一，倫柱第十二女，庶曹氏所生，道光六年適科爾沁部公爵巴爾沙禮。[20]
- 姊妹之一，倫柱第十六女，庶李佳氏所生，道光十五年適喀喇沁部塔布囊柯那噶。[25][22]

### 妻室
- 嫡妻：他塔拉氏，三等侍衛明壽之女。
- 繼妻：鈕祜祿氏，寧夏將軍格布舍之女。
- 妾：王氏，王興之女。

### 子嗣
春佑育有七子。
- 長子：謙士（1826年—1864年），嫡他塔拉氏所生，封三等輔國將軍，官二等侍衛，陣亡入祀昭忠祠。娶托克托莫特氏，明謙之女；繼娶巴岳特氏，祿成之女。
- 次子：謙順（1827年—1828年），嫡他塔拉氏所生，早卒，無嗣。
- 三子：未有名（1829年），嫡他塔拉氏所生，早卒，無嗣。
- 四子：謙恭（1830年—1832年），嫡他塔拉氏所生，早卒，無嗣。
- 五子：謙和（1833年—1838年），庶王氏所生，早卒，無嗣。
- 六子：謙德（1834年—1896年），繼鈕祜祿氏所生，封三等輔國將軍，官至山海關副都統。娶瓜爾佳氏，郎中林耀之女。
- 七子：謙光（1838年—1899年），繼鈕祜祿氏所生，廕生，封二等輔國將軍，官至密雲副都統。娶那木都魯氏，二等男錦州副都統侍順之女。